# Ouro Iya
Pour les articles homonymes, voir Ouro et Iya.
Ouro Iya est un village du Cameroun situé dans le département de la Bénoué et la région du Nord. Il fait partie de la commune de Gashiga et de l'arrondissement de Demsa. Il fait partie du Lamidat Demsa.

## Population
Lors du recensement de 2005, 299 habitants y ont été dénombrés.